# Hartford (Nowy Jork)
Hartford – miasto w Stanach Zjednoczonych, w stanie Nowy Jork, w hrabstwie Washington.